# DOLCE〜夏色恋慕〜
『DOLCE〜夏色恋慕〜』（ドルチェ -なついろれんぼ-）は、日本のロックバンド、Hysteric Blueの14枚目のシングル。

## 解説
- 前作から7ヶ月ぶりのシングル。
- 三菱電機のカーナビのCMソングに起用された。
- カップリング曲「笑おう」は、Tamaとたくやのツインボーカル曲となっている。
- Hysteric Blue唯一のコピーコントロールCD仕様であるが、レコード会社側が企画撤退する前に、ナオキが強制わいせつ事件を起こしたため、通常CD仕様による再発売はされていないまま廃盤となった。
- 発売から約9ヶ月後の2004年3月、ナオキが強制わいせつ事件により逮捕された事を受けて解散となった為、本作がバンド最後のシングルとなった。

## 収録曲
1. DOLCE〜夏色恋慕〜
作詞：Tama 作曲：たくや 編曲：佐久間正英&Hysteric Blue
2. 笑おう
作詞・作曲：たくや 編曲：佐久間正英&Hysteric Blue

## 収録アルバム
- JUNCTION (#1,2)